# Guido Nobili
Guido Nobili (Firenze, 7 dicembre 1850 – Firenze, 24 febbraio 1916) è stato uno scrittore italiano.

## Biografia
Nacque da una famiglia altoborghese, residente in Piazza dell'Indipendenza, che contribuì alla caduta del Granducato e all'annessione di Firenze al Regno d'Italia, in collaborazione con Bettino Ricasoli. La madre, Elena Pasqui, era pittrice, mentre il padre Ferdinando avvocato. per seguire le sue orme, Guido si laureò in giurisprudenza a Pisa, ma non esercitò se non saltuariamente la professione di avvocato. Nel 1877 sposò Maria Elvira di Gelasio del Calza, che gli diede sei figli.
Di ideologia conservatrice, si candidò nel 1895 alle elezioni politiche, con l’appoggio del giornale liberal-monarchico La Battaglia, ma senza successo. In seguito si ritirò nel privato, conducendo una vita sempre più appartata. Si spense a Firenze nel 1916, dopo lunga malattia.
Nel 1891 pubblicò De profundis clamavi ad te, Domine. Lettera a sua maestà il re, un pamphlet fortemente polemico, esprimente la delusione dell'alta borghesia toscana verso l'unità. Nobili manifesta insofferenza per la politica fiscale del nuovo stato, sfiducia verso l'istituzione parlamentare che gli appare responsabile dell'indebolimento della monarchia e luogo di interessi corporativi.
Fra il 1892 e il 1894, pubblicò altri interventi polemici: Sul progetto di legge per la conservazione dei monumenti, oggetti d’arte e d’antichità (lettera aperta ai deputati, nella quale difese ancora il diritto di proprietà) ed Era un bisogno vivamente sentito, sulla precedenza obbligatoria del matrimonio civile a quello religioso.
Nel 1906 pubblicò la sua prima ed ultima prova narrativa pubblicata in vita: il romanzo Senza bussola!...Vita vissuta.